# Алов, Владимир Аркадьевич
Владимир Аркадьевич Алов (3 июля 1936, Ленинград) — советский футбольный судья, родился в семье Аркадия Алова.
В 1958 окончил ГДОИФК им. П. Ф. Лесгафта.
В судействе с 1963 года. В течение 1967—1975 годов провёл 73 матча в высшей лиге СССР.

## Достижения
- судья всесоюзной категории по футболу (26.02.1968)
- три раза (1961, 1971, 1972) входил в десятку лучших судей СССР
- судья на линии финалов Кубка СССР 1971 (2:2, и переигровки 1:0)

## Судейская статистика
| Турнир                 | Год       | Итого | Итого   | Итого    |
| Турнир                 | Год       | Всего | Главный | Лайнсмен |
| ---------------------- | --------- | ----- | ------- | -------- |
| Чемпионат СССР (Д1)    | 1963—1975 | 111   | 73      | 28       |
| Чемпионат СССР (Д2/Д3) | 1964—1981 | 44    | 34      | 10       |
| Кубок СССР             | 1963—1975 | 20    | 13      | 7        |
| Кубок УЕФА             | 1972/1973 | 2     | 1       | 1        |
| Сборные команды (А)    | 1973      | 2     | —       | 2        |
| Прочие матчи           | 1973—1980 | 2     | 1       | 1        |
| Всего матчей           | 1963—1980 | 171   | 122     | 49       |